# アヴァンティ (企業)
アヴァンティ(Avanti Corporation)はアメリカのEDAベンダー。社名の最後のiが逆さまに書かれるため、Avant!とも書かれる。半導体設計分野における自動配置配線ソフトウェアを主力製品（製品名Apollo）とする。シノプシスに買収され消滅した。
ケイデンス・デザイン・システムズ社との間の長期にわたる法廷論争で知られている。同社の自動配置配線ソフトウェアSilicon Ensembleのコードが流用されたというものである。ビジネスウィーク誌は、「アヴァンティのケースは、シリコンバレーの歴史においてもっともドラマティックなホワイトカラーの犯罪の物語であろう」と述べている。
この論争において、ケイデンスと地方検事はアヴァンティがケイデンスのコードを盗んだと主張し、アヴァンティはそれを否定していた。
この事例は、ケイデンスの技術者がアヴァンティのコードがケイデンスのコードと同じバグを再現することに気がついたことから始まった。調査の結果、より沢山の類似性が見つかり、ケイデンスは地方検事、ジュリアス・フィンケルシュタインを呼んだ(フィンケルシュタインはコンピュータサイエンスを専攻し、ホワイトカラーの犯罪に興味があった)。彼は、令状を取り調査の結果、かなりのケイデンスのコードがアヴァンティとそれが雇っていたコンサルタントのコンピュータより発見された。
法廷論争が約6年続き、ケイデンスが勝訴し、アヴァンティの特定の製品に関しての禁止命令がでた。しかし、アヴァンティは禁止命令が出た製品を別の名前の製品で置き換え、ケイデンスは、これらの新しい製品がまだ、ケイデンスのコードを使用していると主張し、論争が続いた。
民事訴訟と同時に、刑事訴訟も行われ、裁判となった。アヴァンティの役員(ジェラルド・フスと他の6人)は、企業秘密窃盗の容疑に対しては不抗争の答弁を行なった。
その結果、アヴァンティとその経営陣は、ケイデンスに約1億9500万ドル、加えて州に4000万ドル以上の罰金を払った。6人の被告は以下の様な判決を受けた。
- 1人は、証拠不十分で釈放
- 1人は証拠が見つかり3月の執行猶予
- 3人は有罪となり、最小限の警備の刑務所に勤めた。収容中は刑務所の外働くことを許された。
- 1人は、サンクウエンティン刑務所に服役後、最小限の警備の刑務所に移され、前科を受けた。

これらの判決は、民事訴訟への道を開いた。
この訴訟の間、シノプシス社がアヴァンティ社を買収し、全ての訴訟を終結するためにケイデンスに対して追加の2億6500万ドルを支払った。
和解の後、カリフォルニア最高裁判所は、下級裁判所の決定を支持する判決を出した。